# James Alfred Miller
James Alfred Miller, né le 21 septembre 1944 à Stevens Point, dans le Wisconsin, et mort le 13 février 1982 à Huehuetenango au Guatemala, est un éducateur, frère des écoles chrétiennes d'origine américaine. Il est assassiné par un escadron de la mort au cours du conflit armé guatémaltèque. Il est vénéré comme bienheureux par l'Église catholique.

## Biographie
James Alfred Miller est né le 21 septembre 1944 dans une famille d’agriculteurs du Wisconsin. En 1959, il rejoint les Frères des écoles chrétiennes, où il est très apprécié de ses supérieurs et de ses compagnons. Après son noviciat, il exerce comme professeur d'espagnol et de catéchisme au Cretin High School. En 1969, le frère Santiago Miller part en mission au Nicaragua, où il est essentiellement instituteur. Il lance de nombreuses initiatives culturelles pour les jeunes et lance la fondation d'une dizaine d'écoles rurales. Sous la révolution sandiniste, étant menacé par les miliciens, ses supérieurs l'obligent à revenir aux États-Unis en 1979. 
En janvier 1981, il repart en mission, au Guatemala, où il s'occupe en particulier de l'instruction, de la formation professionnelle et religieuse des jeunes mayas autochtones, tout en défendant leurs droits. C'est un religieux simple, proche des gens et pieux, qui attire la sympathie. Conscient d'être la cible des guérilleros marxistes comme religieux catholique qui protège les minorités en difficulté, il écrit, un mois avant sa mort : "Le Christ est persécuté à cause de son choix de défendre les pauvres. Conscients des nombreux dangers et difficultés, nous continuons à travailler avec foi, espérance et confiance en la Providence de Dieu. [...] Je demande à Dieu la grâce et la force de le servir fidèlement parmi les pauvres et les opprimés du Guatemala. Je confie ma vie à sa Providence et mets ma confiance en lui."
Le 13 février 1982, trois hommes cagoulés tirent sur lui à bout portant et l'achèvent instantanément. Sa dépouille est ramenée aux États-Unis, où il est enterré dans le cimetière de Polonia (Wisconsin). Après son assassinat, une fondation portant son nom est créée pour poursuivre son œuvre en faveur des pauvres et des opprimés.